# 今夜妳會不會來
《今夜妳會不會來》是香港歌手黎明的首張國語錄音室專輯，全碟由周治平製作，收錄了11首歌曲，專輯於1991年7月2日由唱片公司寶麗金首次在發行，專輯在台灣推出三天已獲得雙白金銷量（十萬張以上），黎明憑主打歌曲之一的〈今夜妳會不會來〉首次登上金曲龍虎榜的冠軍位置。

## 背景
1989年，黎明應台灣中國電視公司邀請演出電視劇《風雲時代》並主唱該劇的插曲〈風雲塵煙〉，由此在台灣打開了知名度。黎明在完成四個多月的電視劇演出工作後，返回香港發展音樂及演藝事業，先後推出了三張粵語唱片，其後於1991年7月2日在台灣推出首張國語專輯。此專輯以主打歌曲之一的〈今夜妳會不會來〉命名，其他主打歌曲包括香港電台電視節目《唱談普通話》主題曲〈聲音的迴響〉及〈愛還是不要說的好〉。

## 曲目列表
| CD       | CD               | CD       | CD                                | CD             | CD                                                      | CD    |
| 曲序     | 曲目             |          | 作曲                              | 编曲           | 备注                                                    | 时长  |
| -------- | ---------------- | -------- | --------------------------------- | -------------- | ------------------------------------------------------- | ----- |
| 1.       | 聲音的迴響       | 羅大佑   | 羅大佑                            | 羅大佑、鮑比達 | 電視節目《唱談普通話》主題曲，黎明、周華健、常寬合唱。  | 3:55  |
| 2.       | 今夜妳會不會來   | 謝明訓   | 林東松                            | 王豫民         | 粵語版為〈今夜妳會不會來〉                              | 4:10  |
| 3.       | 愛還是不要說的好 | 何啟弘   | 盧東尼                            | 盧東尼         | 歌曲〈對不起、我愛你〉國語版                            | 3:44  |
| 4.       | 讓我陪你一段     | 鄭淑紀   | 徐禹                              | 徐德昌         |                                                         | 4:08  |
| 5.       | It's All Set     | 謝明訓   | Marilyn Rodriguez Philip Andreula | 杜自持         | 歌曲〈末世紀之戀〉國語版                                | 4:14  |
| 6.       | 風雲塵煙         | 劉虞瑞   | 薛忠銘                            | 盧志銘         | 台灣中視劇集《風雲時代》插曲                            | 4:07  |
| 7.       | 夢無盡           | 蔣慧琪   | 薛忠銘                            | 孫崇偉         |                                                         | 4:56  |
| 8.       | 朋友好久不見     | 高愛倫   | 薛忠銘                            | 孫崇偉         | 台灣華視劇集《朋友好久不見》主題曲 歌曲〈永相依〉國語版 | 4:18  |
| 9.       | 說再見以前       | 姚謙     | 薛忠銘                            | 王豫民         |                                                         | 4:47  |
| 10.      | 我的心不再流浪   | 鄭淑紀   | 黃卓穎                            | 孫崇偉         |                                                         | 4:26  |
| 11.      | 又忘了該說愛妳   | 何啟弘   | 殷文琦                            | 殷文琦         |                                                         | 4:50  |
| 总时长： | 总时长：         | 总时长： | 总时长：                          | 总时长：       | 总时长：                                                | 47:35 |

## 幕後製作人員
以下是《今夜妳會不會來》的幕後製作人員名單：
- 結他：江建民
- 和音：薛忠銘、黃卓穎、黃慶元、黃秀偵
- 混音：薛忠銘、鍾國泰
- 母帶處理：葉垂青
- 錄音：Ronnie、王偉明、王廣武、鍾國泰、黃欽勝
- 設計：吳建羲、鄭絢仁
- 抄寫：鄭淑妃
- 攝影：陳福堂
- 監製：薛忠銘
- 執行製作人：周治平

## 各界迴響
此專輯的同名主打歌曲〈今夜妳會不會來〉在《金曲龍虎榜》的「銷量得分」和「票選得分」均獲得三甲位置，並在該流行榜的1991年秋季第4至第6週及第11週獲得冠軍，在1991年度全年總排行榜單位列第8位，在華人社區具有高傳唱度。黎明對於專輯的銷量成績感到滿意，他認為只要稍為停步，機會便會溜走，並表示在滿意之餘，也會更加努力。2022年8月2日，時任美國眾議院議長佩洛西是否到訪台灣成為全球關注的話題，大批網民在新浪微博以「今夜你會不會來」留言關注，引來不少網民轉載這首歌的影片，並引用其中一句歌詞「今夜你會不會來，你的愛還在不在」，用以形容佩洛西訪問台灣一事，其後有網民分享一張截圖，截圖顯示「此歌曲因版權或網路等原因，暫時無法播放」，有指歌曲一度被中國大陸政府禁播，但亦有指是因應地區問題而未能播放。

## 音樂錄像
以下是非原人演出的音樂錄像：
- 〈愛還是不要說的好〉（粵語版：對不起、我愛妳）（寶麗金卡拉OK碟聖10國語歌曲精選（1991、非原聲））
- 〈今夜妳會不會來〉（國語版）（寶麗金卡拉OK碟聖10國語歌曲精選（1991年、非原聲））